# 皮亚韦河畔马塞拉达
皮亚韦河畔马塞拉达（義大利語：Maserada sul Piave），是意大利威尼托大区特雷维索省的一个市镇。总面积28.93平方公里，人口9360人，人口密度323.5人/平方公里（2009年）。国家统计（ISTAT）代码为026040。